# SdKfz 253
SdKfz 253 е лека германска полуверижна машина, използвана в предните фронтови линии за подкрепа на танковете и другите механизирани пехотни единици. Превозното средство е част от серията SdKfz 250.
Външният вид наподобява този на SdKfz 250, но вариантът SdKfz 253 е с напълно затворен купол. Demag/Wegman произвеждат 285 такива машини в периода между 1940 – 1941 г.